# Erste Ungarische Berufsspielermannschaft
Die Erste Ungarische Berufsspielermannschaft war eine hauptsächlich aus Nationalspielern bestehende Fußballmannschaft, welche für mehrere Monate im Jahr 1920 existierte und eine wesentliche Rolle bei einem der frühesten Versuche, in Deutschland professionellen Fußball einzuführen, spielte.

## Die Vorgeschichte
Der Berliner Unternehmer Otto Eidinger beabsichtigte gemeinsam mit seinem Bruder Ernst im Sommer 1920 eine Berliner Berufsspielermannschaft auf die Beine zu stellen und engagierte für dieses Vorhaben eine Reihe von Spielern Berliner Vereine. Da zu dieser Zeit der Professionalismus im deutschen Fußball (wie generell auf dem europäischen Kontinent) nicht gestattet war, wurden die Vorbereitungen unter größtmöglicher Geheimhaltung durchgeführt.
Da für dieses Vorhaben natürlich auch Gegner benötigt wurden und erste Versuche, ausländische Vereinsmannschaften zu verpflichten, ohne Erfolg blieben, entstand die Idee, eine Gruppe von ungarischen Fußballspielern zu engagieren, welche unter dem Namen Budapest Ramblers unter eigener Regie als „geschlossene Gesellschaft“ eine vierwöchige Auslandsreise unternehmen sollte. Der ungarische Verband lehnte einen entsprechenden Antrag der Spielergruppe, die unter der Leitung des Nationalspielers Gyula Feldmann stand, allerdings ab, was nicht verwunderlich war, da die Reise während der Herbstsaison hätte stattfinden sollen und darüber hinaus Auslandsreisen eine der wichtigsten Einnahmequellen der Vereine waren, sodass eine Konkurrenz durch Spieler, die auf eigene Rechnung derartige Valutareisen durchführten, unerwünscht war. Als Reaktion Feldmanns auf diese Entscheidung wurde die Aussage kolportiert: „Die Mitglieder der Gruppe gehen einzeln nach dem Ausland und werden nach den Verhältnissen handeln (verschiedenen Auslandsvereinen beitreten) und nicht mehr nach Ungarn zurückkehren, mag der Fußballverband beschließen, was er will.“
Eidinger ließ daraufhin über seinen Manager Béla Rainer eine Zusammenkunft der Spieler in Budapest organisieren, zu der er selbst anreiste und die Spieler folgende Vereinbarung unterzeichnen ließ: „Wir Spieler der ungarischen erstklassigen Vereine vereinbaren hiermit, dass wir am 11. August, 9 Uhr abends – einstweilen nach Deutschland – auf eine Propagandatournee uns auf den Weg machen. Wir nehmen zur Kenntnis, dass bisher acht Wettspiele abgeschlossen sind und unsere Tournee seine Fortsetzung in Holland, Dänemark, Schweden, England, Frankreich, Spanien und Italien findet. (…) Wir versprechen ehrenwörtlich, dass wir unser Gelübde halten, einander nicht verlassen werden und mit voller Kraft danach trachten, dem ungarischen Namen und dem ungarischen Sport Ruhm und Lorbeer zu erwerben.“ Zu den Unterzeichnern dieser Vereinbarung zählten neben Feldmann unter anderem auch die Nationalspieler Mihály Pataki, Ferenc Plattkó, József Jeszmás, József Ging, József Viola, József Fogl und Károly Fogl. Einige andere bei dem Treffen anwesende Spieler wie Vilmos Kertész oder József Braun unterzeichneten die Vereinbarung nicht.
Die Zusammenkunft der Budapester Spieler sickerte zwar an die Vereine und den Verband durch, den Spielern gelang aber die Ausreise nach Österreich, da sie nicht vom Budapester Zentralbahnhof, sondern von einem kleineren Bahnhof abreisten und auch die Grenzbehörden sie trotz eines Telegramms des Verbandes durchließen. Die Brüder Fogl waren jedoch trotz eines erhaltenen Reisevorschusses nicht erschienen.
Gleichzeitig mit der Abwerbung der Budapester Spieler waren die Organisatoren über den damals als Trainer beim Karlsruher FC Phönix tätigen Franz György auch an einige bereits im Ausland tätige Spieler herangetreten, um diese für das Vorhaben zu gewinnen. Entsprechende Einladungen erreichten beispielsweise die beim FC Basel spielenden Alfréd Schaffer und Sándor Nemes sowie den in Nürnberg tätigen Péter Szabó. Die Schreiben an die beiden erstgenannten Spieler fanden ihren Weg in die Zeitungen und machten die deutsche Sportöffentlichkeit erstmals auf das Vorhaben aufmerksam. Von den Genannten schloss sich schließlich nur Nemes der Mannschaft an, während Schaffer kein Interesse zeigte und Szabó zwar nach Berlin kam, jedoch wieder abreiste, nachdem die von ihm geforderte Hinterlegung eines Betrages von 50.000 Mark nicht zustande kam.
Die Spieler schlossen mit Eidinger Verträge ab, die ihnen von August bis November 1920 jeweils ein Monatsgehalt von 4.000 Mark zusicherten.

## Die Spiele
Zwischenzeitlich war auch Eidingers Vorhaben der Gründung einer Berliner Berufsspielermannschaft zu den Zeitungen vorgedrungen. So schrieb der Fußball vom 18. August 1920, dass die Brüder Eidinger „seit Wochen versuchen, eine Berufsspielermannschaft zusammenzubringen“, der Gegner der Mannschaft wären „Ungarn, die in Deutschland herumlungern“.
Der ungarische Verband hatte über die ins Ausland gereisten Spieler wegen Verdachts des Berufsspielertums ein Spielverbot verhängt, welches an den deutschen Verband weitergeleitet wurde. Dieser untersagte daraufhin seinen Mitgliedsvereinen, gegen diese Spieler anzutreten oder ihre Plätze zur Verfügung zu stellen.
Trotzdem war es Eidinger gelungen, für das für den 21. August geplante Debütspiel seiner Berliner Mannschaft das Lichtenberger Stadion zu organisieren und er begann auch für das Spiel, das als Länderspiel der Berufsspieler angekündigt wurde, Propaganda zu betreiben. Dabei stieß er jedoch auf heftigen Widerstand der Berliner Vereine, die durch Plakate und Handzettel ihre Anhänger dazu aufriefen, dem Spiel fernzubleiben. Der Arbeiterturnerbund bezeichnete die ungarischen Spieler gar als Vertreter des Horthy-Regimes. Auch die Zeitungen beteiligten sich an der Negativpropaganda, so schrieb Der Kicker über die Ungarn: „Je eher sie den Staub Deutschlands von den Fesseln schütteln, desto besser wird es für uns und auch für sie selbst sein. Wären diese Sportzigeuner einem deutschen Verein als Spieler beigetreten, hätten sie die Mühewaltung des Trainings übernommen, dann würde niemand etwas gegen ihren Aufenthalt einzuwenden gehabt haben. (…) Die Commis voyageurs des Professionalismus, die uns gegenwärtig mit einem Länderspiel in Lichtenberg beglücken, mögen sich sofort zum Teufel scheren. Der DFB wird sein Hausrecht gegenüber lästigen Ausländern, die bei uns gar nichts zu suchen haben, zu wahren wissen.“
Das Spiel fand schließlich wie geplant statt und Eidingers Erste Deutsche Berufsspielermannschaft, in deren Reihen mit Fritz Bache auch ein späterer deutscher Nationalspieler stand, erreichte gegen die Ungarn ein 1:1. Da Nemes noch nicht zur Mannschaft gestoßen war, musste der Manager Béla Rainer die Position des Rechtsaußen übernehmen. Die Begegnung endete für die Veranstalter allerdings in einem finanziellen Fiasko, lediglich 5.000 Zuschauer hatten den Weg nach Lichtenberg gefunden. Damit war das Vorhaben bereits nach dem ersten Spiel vom Scheitern bedroht.
Die Ungarn traten eine Woche später in Cottbus gegen eine Mannschaft mit dem Namen Erste kombinierte Amateurfußballmannschaft Provinz Brandenburg an und besiegten diese vor 4.000 Zuschauern mit 8:0. Da das Spiel jedoch auf einem offenen Exerzierplatz stattgefunden hatte, waren keine Einnahmen zu verzeichnen. Die Brandenburger Mannschaft wurde kurz darauf vom Verband gesperrt, da sie – entgegen ihrem Namen – ebenfalls eine Berufsspielermannschaft war.
Da das Lichtenberger Stadion mittlerweile gesperrt war, musste für das zweite Spiel gegen die Berliner am 12. September eine neue Austragungsstätte gesucht werden, die man schließlich in der Olympia-Rennbahn fand. Die Ungarn siegten mit 3:1, jedoch fanden sich nur mehr 2.000 Zuschauer (davon 1.100 Zahlende) ein und es war ersichtlich, dass das Experiment mit der Einführung des Berufsfußballs in Deutschland gescheitert war.

## Die Folgen
Nachdem die Berliner Mannschaft aufgelöst worden war und auch keine weiteren Spiele in Deutschland mehr organisiert werden konnten, wollte Eidinger die Ungarn trotz der aufrechten Verträge mit einer Einmalzahlung von 4.000 Mark je Spieler abfinden. Die Spieler reichten gegen diesen Vertragsbruch jedoch Klage ein und erwirkten eine vorläufige Beschlagnahme dessen Vermögens. Damit war auch die Beziehung mit dem Deutschen beendet. Mögliche Auslandsengagements zerschlugen sich ebenfalls, so untersagte beispielsweise der Schweizer Verband seinen Mitgliedsvereinen, gegen deutsche oder ungarische Berufsspieler anzutreten.
Als neuen Manager hatte man sich in der Zwischenzeit den in Berlin als Journalist und Sportfunktionär tätigen gebürtigen Ungarn Dombovari geholt. Anlässlich eines im Oktober 1920 in Berlin durchgeführten Länderspiels zwischen Deutschland und Ungarn wurde seitens der Spieler die Frage an die beiden Verbände herangetragen, ob eine Anerkennung der Mannschaft als Professionalteam möglich sei. Der DFB erklärte zwar, nichts dagegen zu haben, stellte jedoch klar, dass auch weiterhin kein sportlicher Kontakt mit deutschen Vereinen genehmigt werden würde. Der ungarische Verband stellte fest, dass auch in Ungarn keine Verhältnisse bestehen, die Berufsfußball ermöglichten. Somit blieb den Spielern nur die Möglichkeit, sich um eine Re-Amateurisierung zu bemühen. Seitens des Verbandes erhielt man den Rat, nach Ungarn zurückzukehren und dort einen entsprechenden Antrag zu stellen. Tatsächlich kehrten die meisten Spieler zwei Wochen später nach Budapest zurück, um Verhandlungen aufzunehmen. Dies wurde jedoch vom Verband zurückgewiesen, der der Ansicht war, dass nur ein Gnadengesuch der Spieler in Frage käme. Darüber hinaus lehnte der Verband Verhandlungen mit Dombovari ab, der daraufhin erklärte, den Spielern materielle Unterstützung zuzusichern, wenn sie als Mannschaft zusammenblieben und seine Leitung akzeptierten. Es kam jedoch zu Uneinigkeiten zwischen den Spielern, die schließlich ab Jahresende 1920 individuelle Gnadengesuche stellten.
Die Spieler wurden schließlich vom Verband wegen Berufsspielertums suspendiert und erhielten ihren Amateurstatus und die damit verbundene Spielerlaubnis für ihre ehemaligen Vereine erst im Laufe des Frühjahrs 1921 zurück.